# Gammel Pøl Fyr
Gammel Pøl Fyr, offiziell Gammel-Pøl oder auch deutsch Leuchtturm Alt-Pöhl ist ein  kleiner Leuchtturm auf der dänischen Ostseeinsel Als in Syddanmark.

## Lage
Der Leuchtturm befindet sich im Südosten der Insel Als auf deren Halbinsel Gammel Pøl (dän. für: „Alter Pfuhl“) und gehört zu Kommune Sønderborg. Direkt südwestlich befindet sich der Zugang der Flensburger Förde.

## Geschichte
Der Turm wurde 1905 errichtet (wie es die Jahreszahl der Wetterfahne anzeigt) und 1906 in Betrieb genommen. Zur Erbauungszeit des Leuchtturms gehörte die Insel Als (nach dem Deutsch-Dänischen Krieg anno 1864) zum Deutschen Reich. Anfang des 20. Jahrhunderts ließ dieses die Marinestationen in Flensburg-Mürwik und Sonderborg aufbauen. Zeitgleich wurden mehrere Leuchttürme entlang der Flensburger Förde errichtet, weshalb vermutet wird, dass die militärische Entwicklung beim Bau der Leuchttürme eine Rolle gespielt haben könnte.
Aufgrund der nach den Bestimmungen des Versailler Vertrags durchgeführten Volksabstimmung in Schleswig von 1920 wurde die Insel Als als Teil von Nordschleswig an Dänemark angegliedert, so dass auch der Leuchtturm der dänischen Verwaltung übergeben wurden. Während des Zweiten Weltkrieges, im Jahr 1943, schlug der deutsche Befehlshaber für den Abschnitt Südjütland vor, dass beim Leuchtturm deutsche Soldaten stationiert werden sollten. Beobachtungen einer dänischen Widerstandsgruppe vom 23. Februar 1944 deuten darauf hin, dass dieser Plan umgesetzt wurde.

## Beschreibung
Der 11 Meter hohe und runde Turm ist aufgrund seiner Geschichte daher in seiner Bauweise und dem Erscheinungsbild vergleichbar mit anderen Leuchttürmen in Deutschland, insbesondere mit dem deutlich niedrigeren Leuchtturm Norddorf nahe der Gemeinde Norddorf auf der Nordseeinsel Amrum im Kreis Nordfriesland/Schleswig-Holstein, der heute die Funktion eines Quermarkenfeuers besitzt. Der Leuchtturm wurde auf einem gemauerten Fundament aus vorgefertigten gusseisernen Segmenten errichtet und besitzt mehrere Fenster im Turmschaft. Unterhalb der Laterne befindet sich eine umlaufende und durch ein Geländer gesicherte Aussichtsplattform/Galerie. Die Turmspitze besteht aus einem mit Kupferblech beschlagenen und heute aufgrund der Patinabildung grün gefärbten achteckigem Dach mit einer Wetterfahne an oberster Stelle.

## Aktueller Zustand
Der Turm ist weiß gestrichen mit einem umlaufend rotem Band an der oberen Hälfte des Turmschaftes. Er steht auf der Position 54° 52′ 52,8″ N, 10° 4′ 10,2″ O, hat die Kennung Oc(3)WRG15s und dient heute noch der Navigation für die Schifffahrt im Kleinen Belt, insbesondere zur Einfahrt in die Flensburger Förde.